# 韋斯特卡普角
72°40′S 19°0′W / 72.667°S 19.000°W
韋斯特卡普角，是南極洲的海岬，位於毛德皇后地的瑪塔公主海岸，處於克勞爾山脈以西110公里，挪威製圖師根據探險隊的測量和拍攝的空中照片繪入地圖，現時由南極條約體系管理。